# Sweet Poolside
Sweet Poolside (jap. スイートプールサイド Suīto pūrusaido) – manga autorstwa Shūzō Oshimiego, opublikowana w 2004 roku na łamach magazynu „Shūkan Young Magazine” wydawnictwa Kōdansha. Od kwietnia do lipca 2011 ukazywała się ponownie w czasopiśmie „Bessatsu Shōnen Magazine”. W czerwcu 2014 miał premierę film live action na jej podstawie.

## Fabuła
Toshihiko Ota jest uczniem pierwszej klasy gimnazjum i członkiem szkolnego klubu pływackiego. Ma kompleks z powodu braku owłosienia na ciele. Z kolei Ayako Goto, również pierwszoklasistka i członkini tego samego klubu, zmaga się z nadmiernym owłosieniem. Dziewczyna zwierza się Toshihiko ze swojego problemu, a między nimi zaczyna się rozwijać więź, gdy chłopak zaczyna golić jej ręce i nogi.

## Manga
Manga po raz pierwszy została opublikowana w 2004 roku w magazynie „Shūkan Young Magazine”. Od 9 kwietnia do 9 lipca 2011 ukazywała się ponownie w czasopiśmie „Bessatsu Shōnen Magazine”. Wydawnictwo Kōdansha zebrało jej rozdziały w jednym tankōbonie, wydanym 9 sierpnia 2011.

## Film live action
Film live action na podstawie mangi został wydany w Japonii 14 czerwca 2014. Za scenariusz i reżyserię odpowiadał Daigo Matsui. Piosenkę przewodnią, zatytułowaną „Love Shout!”, wykonał zespół Mowmow Lulu Gyaban.

### Obsada
Opracowano na podstawie źródła.
- Kenta Suga – Toshihiko Ōta
- Yuiko Kariya – Ayako Gotō
- Shōta Matsuda – Mitsuhiko Ota
- Mitsuki Tanimura – Satoko Hokuyu
- Takayuki Kinoshita – Takakura
- Gō Rijū – Shigeo Goto
- Motoki Ochiai – Ninomiya
- Moe Arai – Mai Sakashita
- Taiga Nakano – Taka Mimura
- Kai Inowaki – Nakayama